# Chlístovice
Chlístovice este un sat care în anul 2006 avea 744 de locuitori. Este situat în regiunea Středočeský kraj din Cehia. 
Satul se întinde pe circa 15 km de-a lungul cursului râului Chlístovický potok, la nord de orașul Kutná Hora.

## Istoric
Localitatea a fost pentru prima oară amintită în anul 1359.

## Puncte de atracție turistică
- Biserica Sf. Andrei construită în anul 1402 de Andreas von Dauba
- Cetatea Sion

## Localități aparținătoare
- Chroustkov
- Kralice
- Kraličky
- Pivnisko
- Švábínov
- Svatý Jan t. Krsovice
- Vernýřov
- Všesoky
- Žandov
- Zdeslavice